# Α-Methylzimtaldehyd
α-Methylzimtaldehyd ist eine chemische Verbindung aus der Gruppe der Aldehyde.

## Vorkommen

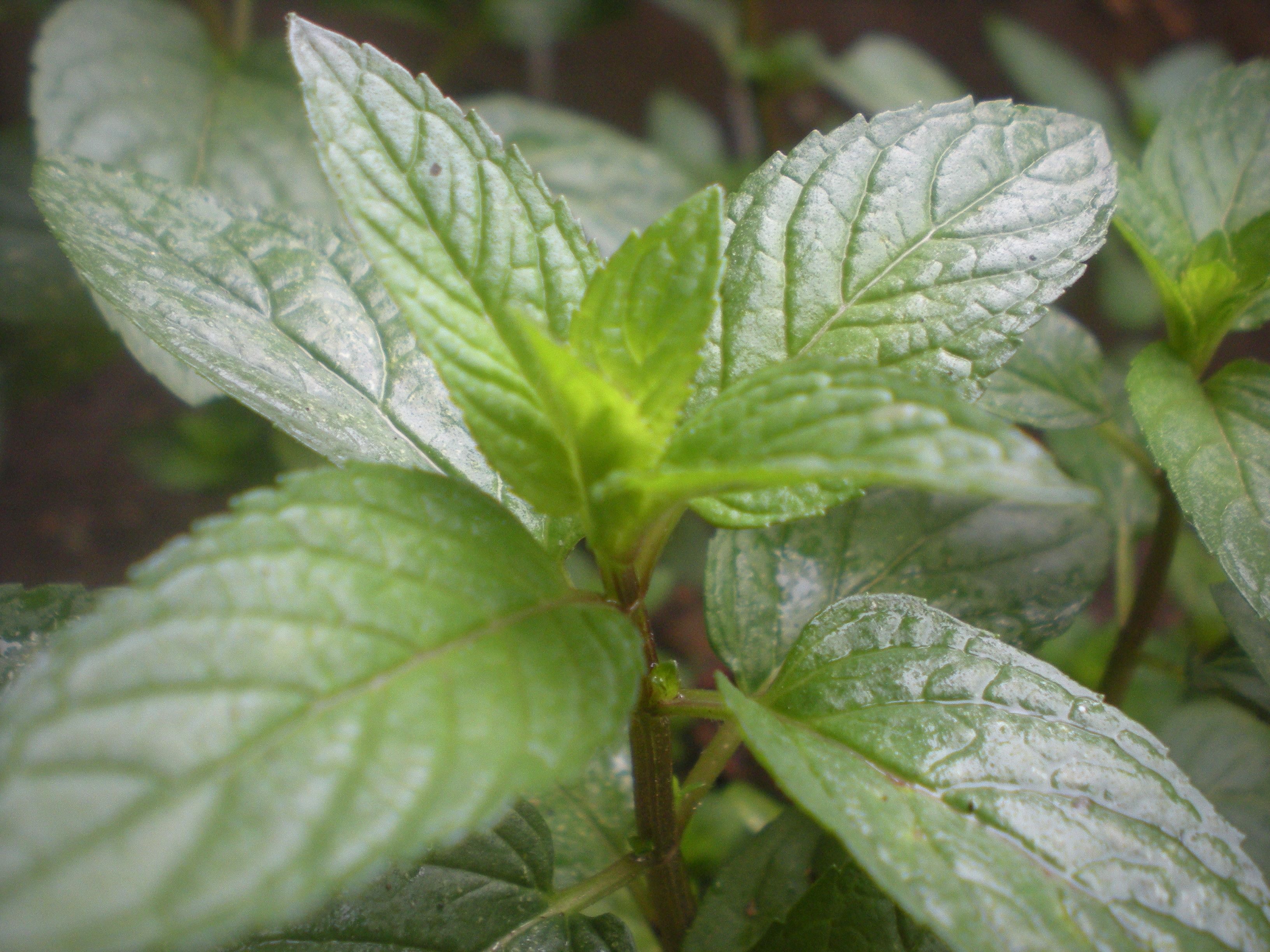
Das Öl der Pfefferminze enthält natürlicherweise α-Methylzimtaldehyd

α-Methylzimtaldehyd kommt in Pfefferminzöl vor.

## Gewinnung und Darstellung
α-Methylzimtaldehyd kann durch Reaktion von Benzaldehyd mit Propionaldehyd in Gegenwart einer Sodalösung oder eines Katalysators gewonnen werden.

## Eigenschaften
α-Methylzimtaldehyd ist eine brennbare, schwer entzündbare, farblose Flüssigkeit mit zimtartigem Geruch, die praktisch unlöslich in Wasser ist. Die (Z)-Form ist instabil und isomeriert zur (E)-Form.

## Verwendung
α-Methylzimtaldehyd wird als Aromastoff verwendet.